# Отстреливая собак
«Отстреливая собак» (англ. Shooting Dogs) — фильм Майкла Кейтона-Джонса о геноциде в Руанде, произошедшем в 1994 году, когда хуту (большая часть жителей страны) устроила расправу более чем над 800 тысячами тутси, большинство убийств которых осуществлялась мачете. Премьера картины состоялась во Франции 12 мая 2005 года.
Название фильма отсылает к нелепой ситуации: силы ООН не имели права стрелять даже для прекращения геноцида (приказ «Наблюдать за миром»), но должны были отстреливать бродячих собак, поедающих трупы людей, чтобы «избежать санитарных проблем».

## Сюжет
История геноцида в Руанде, показанная глазами двух белых добровольцев.
История борьбы за выживание двух мужчин — католического священника Кристофера и молодого учителя по имени Джо, оказавшихся в центре геноцида XX века. Обоим мужчинам предстоит испытать границы собственной отваги и принять главное решение — остаться или покинуть Руанду в канун трагедии 1994 года. Фильм снят по документальным свидетельствам, но использует художественный вымысел при описании главных героев. Финальная сцена не соответствует реальным событиям, так как ни одного европейца в осаждённой повстанцами миссии не осталось, и все укрывшиеся в ней тутси были истреблены.

## В ролях
- Джон Хёрт — Отец Кристофер
- Хью Дэнси — Джо Коннор
- Доминик Хорвиц — Капитан Чарльз Делон
- Клэр-Хоуп Эшити — Мария
- Луи Махони — Сибомана
- Никола Уолкер — Рахель
- Стив Туссэн — Роланд
- Дэвид Гяси — Франсуа
- Сьюзен Нэлуога — Эдда
- Виктор Пауэр — Джулиус
- Джек Пирс — Марк

## Критика
Фильм получил, в целом, положительные оценки.
На сайте Rotten Tomatoes фильм имеет рейтинг 84 %, на основании 63 рецензий критиков, со средней оценкой 7,2 из 10. Критический консенсус сайта гласит: «Сложные персонажи и стрельба в замкнутом пространстве дают ощутимое напряжение и ощущение жизни за пределами ворот».
В газете «The Guardian» критик Роб Макки писал: "Если вы не знаете историю, то по началу можете ожидать, что фильм окажется симпатичной комедией о столкновении культур. Но мы знаем эту историю из выпусков новостей и из «Отеля „Руанда“». Как и там, «Стреляющие псы» могут похвастаться реальным местом действия: школой в Кигали, где разыгрался кошмар".

## Награды и номинации
Награда кинофестиваля Heartland Film, 2006, в номинации Best Dramatic Feature.